# غيب علي
غيب‌ علي هي قرية في مقاطعة شاهين دج، إيران. يقدر عدد سكانها بـ 87 نسمة بحسب إحصاء 2016.